# Anajás
Anajás (região inicialmente chamada Mocoões) é um município brasileiro do estado do Pará, pertencente à Região Imediata de Breves. Localiza-se na ilha do Marajó na Região Norte brasileira, a uma latitude 00º 59' 12" sul e longitude 49º 56' 24" oeste.

## História
Antes do período colonial, na região indígena no oeste da então ilha de Grande de Joannes (atual ilha do Marajó) banhada pelo rio Anajás originalmente chamada Mocoões, residiam os indígenas da etnia Anajás. Após serem catequizados pelos padres jesuítas, a região se desenvolveu, junto com toda a ilha do Marajó.
Ainda no período colonial, Mocoões foi distrito de chaves, e em seguida de Breves. Em 1869 o povoado foi elevado a categoria de freguesia com a denominação de de Anajás (via lei provincial 596 de 30-09-1869), subordinado a Breves. Em 1870, a freguesia de Anajás mudou para a denominação Menino de Deus do Rio Anajás (por meio de portaria da província). Sendo extinta e recriada algumas vezes, em 1886 foi elevada à categoria de município com a denominação de Anajás (por meio da lei provincial 1.252 de 25-11-1886), desmembrado de Breves, instalado em 10 de agosto de 1887. Em 1895, foi elevado à categoria de cidade (lei estadual 324 de 06-07-1895).

## Geografia
Localiza-se à latitude 00º 59' 12" sul e à longitude 49º 56' 24" oeste, com altitude de 10 metros. Sua população estimada em 2015 é de 27 540 habitantes, distribuídos em uma área de 6 912,527 km².

## Organização Político-Administrativa
O Município de Anajás possui uma estrutura político-administrativa composta pelo Poder Executivo, chefiado por um Prefeito eleito por sufrágio universal, o qual é auxiliado diretamente por secretários municipais nomeados por ele, e pelo Poder Legislativo, institucionalizado pela Câmara Municipal de Anajás, órgão colegiado de representação dos munícipes que é composto por vereadores também eleitos por sufrágio universal.